# Cadàver exquisit

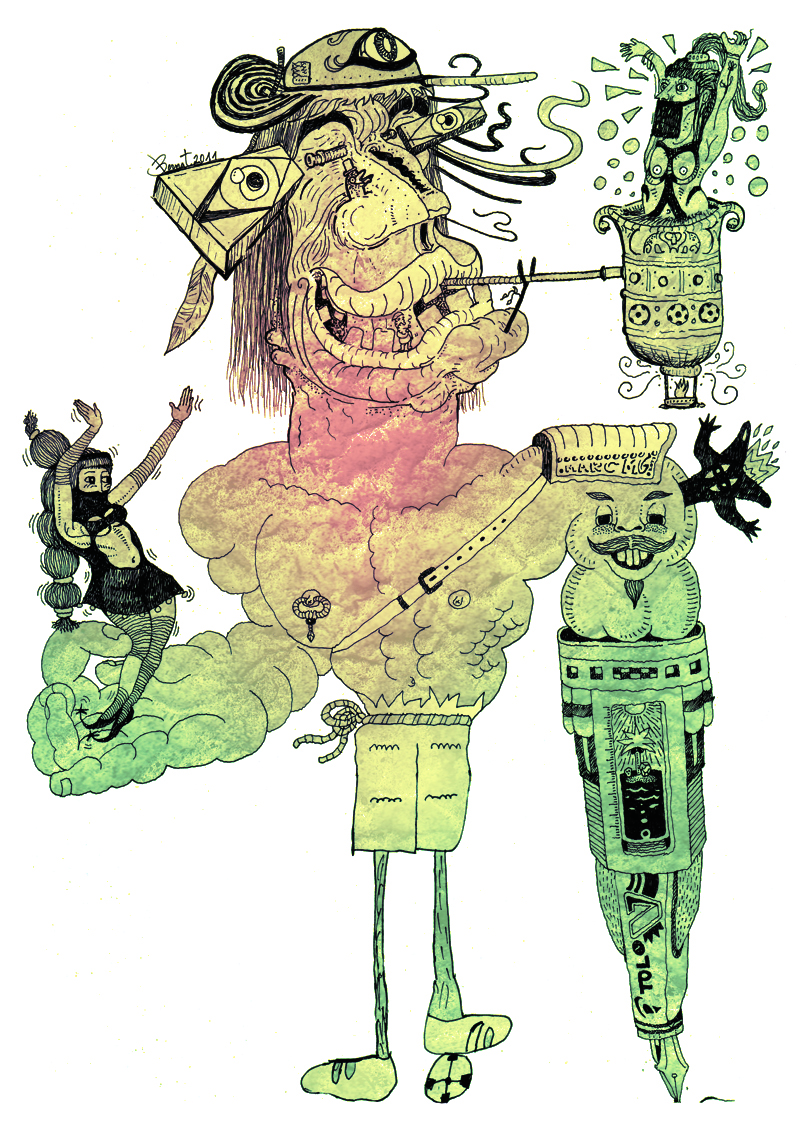
Un cadàver exquisit

El cadàver exquisit és un joc inventat pels surrealistes consistent en la creació i invenció col·lectiva. Aquesta pràctica explora les possibilitats de la creació de textos i imatges en grup, amb aportacions parcials dels participants en l'obra final que, per als surrealistes, cercava la creació lúdica, espontània, intuïtiva, grupal i anònima alhora, accidental i tan automàtica com fos possible. El seu origen es troba en un joc de saló en què els participants escrivien una part del relat i el passaven a un altre perquè aquest el continués.
Fou practicat activament, en forma de relat i poesia, per Marcel Duhamel, Jacques Prévert, Yves Tanguy o André Breton com una actívitat més lúdica que no pas artística, amb resultats més experimentals que estètics. Nicolas Calas digué d'ell que era la "realitat inconscient de la personalitat col·lectiva"; Lautremont l'entenia com una mena de collage verbal i Max Ernst hi veia una situació, en termes molt surrealistes, de "contagi mental".
Segons la definició que dona el Dictionnaire abrégé du surréalisme: és un «joc que consisteix a compondre una frase o un dibuix per diverses persones sense que cap d'elles tingui en compte la col·laboració dels anteriors participants. L'exemple que ha esdevingut clàssic, i que dona nom al mateix joc, ve d'una de les primeres frases obtingudes amb la tècnica: "Le cadavre - exquis - boira - le vin – nouveau" ("El cadàver exquisit beurà el vi nou")».
Una pràctica més minoritària del joc es dona en la música, on els compositors Virgil Thomson, John Cage o Lou Harrison, entre d'altres, han col·laborat en projectes experimentals de cadàver exquisit creant, cadascú, una melodia atenint-se a uns paràmetres acordats.